# Szent Péter-kápolna (Gotalovec)
A Szent Péter-kápolna egy római katolikus kápolna Horvátországban a Krapina-Zagorje megyei Gotalovec település határában.

## Fekvése
A kápolna Gotalovec központjától délkeletre, a mező közepén, a temető felé vezető út mellett áll .

## Története
A falu kápolnája a 15. században épült fel az egykori várkastély közelében. Építtetője a gotaloveci birtok ura a Gatal család volt. Az egyházi vizitáció 1639-től említi, mint a kastélyon kívül álló kápolnát. A hagyomány úgy tartja, hogy az egykor plébániatemplom volt és Gotalovec egykor Zajezda helyett a plébánia székhelye volt. Ezt az 1708-as vizitátor is megemlíti azzal, hogy az igaz lehet, mivel egykor a mai községközpont Budinščina is a gatalóci uradalomhoz tartozott. Azonban állítását semmilyen történelmi tény nem támasztja alá. 1666-ban a kápolna falazott volt, a hajó famennyezettel, a szentély boltozattal volt befedve, fa harangtornya, két harangja és három oltára volt.
1708-ban a kápolnához új harangtornyot építettek. A kápolnát 1755-ben tűzvész sújtotta, amely után újjá kellett építeni. Ennek során Gatal Borbála fia Putz István püspök barokk stílusban építtette át. Ennek során a falakat megemelték, az egész kápolna boltozatos lett, az ablakok megnagyobbodtak, megépült a sekrestye és a kórus, a torony pedig új toronysisakot kapott. Az új kápolnát 1759. augusztus 12-én szentelte fel Putz István zágrábi segédpüspök. 1880-ban a kápolnát földrengés rongálta meg, melynek következtében szinte alapjaitól újjá kellett építeni, mely munkálatok 1895-ben fejeződtek be. Utolsó megújítása 1990-2000-ben történt.

## Leírása
Az alaprajz szokatlan formát mutat. A kápolnának a bejárata előtt van tornya, az oldalsó bejárat előtt az északi oldalon előcsarnok áll, a déli oldalon van a sekrestye, a sík hátsó falú szentély mögött pedig egy gótikus szentélyhez hasonló, zárt sírbolt található, melyben a Gatal család tagjai nyugszanak. Hajónak, melybe északról lehet belépni barokk boltozata van, három mezőre osztva. Itt található a szószék, amelyet a Gatal püspöknek 1767-es évszámú püspöki címere díszít. Két mellékoltára a 17. század utolsó negyedében készült, Komersteiner munkái a zágrábi székesegyházból származnak. A szentély bejáratának bal oldalán levő oltár Mária Magdolnának van szentelve. Rendkívül szép alkotás, mely stílusában a reneszánszhoz áll legközelebb.  Az oltárkép körül, amely Z. Šulentić munkája, szép elrendezésben négy férfiszent szobra látható, a két csavart oszlop között szokatlanul ügyesen kidolgozott alakok a Szent János apostol és Szent Joachim található, akik Mária Magdolnára néznek. Vele szemben egy sokkal gyengébb kivitelű oltár áll, melyet Szent Rókusnak szenteltek. Szent Rókus képe mellett mindkét oldalon egy-egy szent király alakja látható.
A hajóból a szentélybe a diadalíven át lehet belépni. A szentély a kápolna legrégibb része, a 15. században épült, az alatta levő sírbolt a 16. század első negyedéből származik. A Szent Péternek szentelt főoltár késő barokk alkotás, mely 1758 körül készült, amikor a templomot teljesen átalakították. Az oltár legmagasabb részén a halál (csontváz) ábrázolása látható, amely megtöri Gatal családi címerét, arra utalva, hogy e nemzetség utolsó leszármazottja meghalt. Ez alatt egy Mária-szobor van a gyermekkel, alatta pedig a Putz család címere (egy daru csőrében kígyót tartva, oldalt egy csillaggal és egy félholddal). Az oltár közepén Szent Péter képe, tőle balra Szent Pál, jobbra pedig egy másik szent kezében könyvvel.